# Тромбетта, Мауро
Мауро Тромбетта (итал. Mauro Trombetta, род.1951, Новара, Пьемонт, Италия) — итальянский оперный певец, баритон, композитор, дирижёр оркестра и хора.
Учился в Турине в медицинском институте и в консерватории. После окончания института работал в больнице, чтобы оплачивать обучение в консерватории, затем решил оставить медицину и заняться только музыкой. Получил диплом композитора, дирижёра оркестра, хора и оперного певца.
В 22 года дебютировал в театре Реджо в Турине, затем получил приглашения от других театров. Постепенно перестал выступать как солист и начал работать артистическим директором в оперном театре Турина, потом Арены ди Верона и Римской оперы.В данный момент[когда?] является руководителем и дирижером академического хора в Трекате.

## Репертуар
- «Макбет» Верди
- «Итальянка в Алжире» Россини
- «Пеллеас и Мелизанда» Дебюсси
- «Тайный брак» Чимароза
- «Так поступают все женщины» Моцарта